# Metallochlora venusta
Metallochlora venusta là một loài bướm đêm trong họ Geometridae.